# مخت
مخت أو المخاط منطقة عراقية في ناحية النخيب بقضاء الرطبة بمحافظة الأنبار بهضبة الوديان، بالبادية العراقية غرب العراق فيها فيضة مخت التي هي منخفض لتجمع مياه الأمطار، بينها وبين الحدود السعودية 40 كيلومتراً غرباً، على طريق الحج البري العراقي من كربلاء فالنخيب إلى عرعر. ومخاط موطن لعشيرة الصكور العنزية بالعراق.